# ووپیننگک گورنه
ووپیننگک گورنه (به لاتین: Łopiennik Górny) یک روستا در لهستان است که در گمینا ووپیننگک گورنه واقع شده‌است. ووپیننگک گورنه ۵۶۳ نفر جمعیت دارد.